# Martha Skelton Jefferson
Martha Wayles Skelton Jefferson (30. listopada 1748. – Charles City County, Virginia, 6. rujna 1782.) bila je žena Thomasa Jeffersona.